# Liste des épisodes de Cold Case : Affaires classées

Cette page présente la liste des épisodes de la série télévisée américaine Cold Case : Affaires classées.

## Première saison (2003-2004)
1. Nouveau regard (Look Again)
2. Le Feu aux poudres (Gleen)
3. Sous les yeux du chat (Our Boy Is Back)
4. Des gens bien (Churchgoing People)
5. Une course sans fin (The Runner)
6. Comme une comète (Love Conquers All)
7. Le Temps de la haine (A Time to Hate)
8. Des bleus et des papillons (Fly Away)
9. Remords (Sherry Darlin’)
10. Coup de pouce (The Hitchhiker)
11. Ophélie (Hubris)
12. Le Secret de la confession (Glued)
13. Petits mots (The Letter)
14. Les Orphelins (Boy in the Box)
15. Disco inferno (Disco Inferno)
16. L'Indic (Volunteers)
17. L'Héritier (The Lost Soul of Herman Lester)
18. Résolutions (Resolutions)
19. Les Liens du sang (Late Returns)
20. Cupidité (Greed)
21. Instinct maternel (Maternal Instincts)
22. Le Plan (The Plan)
23. Premier amour (Lover's Lane)

## Deuxième saison (2004-2005)
1. Les Bas-fonds (The Badlands)
2. Ouvrières de guerre (Factory Girls)
3. Daniela (Daniela)
4. Au bout du tunnel (The House)
5. La Reine déchue (Who's Your Daddy)
6. Soirée pyjama (The Sleepover)
7. Rapports à risques (It's Raining Men)
8. Chasse aux sorcières (Red Glare)
9. Chasseur de têtes (Mind Hunters)
10. Faux coupable (Discretion)
11. Génération perdue (Blank Generation)
12. Mort sur le ring (Yo, Adrian)
13. De mains en mains (Time to Crime)
14. L'Amour, pas la guerre (Revolution)
15. Fais un vœu (Wishing)
16. Sans remords (Revenge)
17. Le Malheur des autres (Schadenfreude)
18. Chiennes de vies (Ravaged)
19. Le Cavalier noir (Strange Fruit)
20. La Manufacture (Kensington)
21. Créatures de la nuit (Creatures of the Night)
22. Meilleures amies (Best Friends)
23. Dans les bois (The Woods)

## Troisième saison (2005-2006)
1. Tableau de famille (Family)
2. Soirée mortelle (The Promise)
3. Le Tueur d'Halloween (Bad Night)
4. La Couleur du mensonge (Colors)
5. Vent de folie (Committed)
6. Le Dernier des cinq (Saving Patrick Bubley)
7. Start-up (Start-Up)
8. Prisonniers (Honor)
9. Une journée inoubliable (A Perfect Day)
10. Au nom du frère (Frank's Best)
11. Repartir à zéro (8 Years)
12. Tombé du ciel (All Apologies)
13. Le Bal des débutantes (Debut)
14. Sous le masque (Dog Day Afternoons)
15. Brebis égarées (Sanctuary)
16. Immortels (One Night)
17. Championne (Superstar)
18. La Vie est un cabaret (Willkommen)
19. Rêves et désillusions (Beautiful Little Fool)
20. Compte à rebours (Death Penalty : Final Appeal)
21. Sur la voie (The Hen House)
22. Dernière mise (The River)
23. Joseph (Joseph)

## Quatrième saison (2006-2007)
1. De sang froid (Rampage)
2. Le Revers de la médaille (The War at Home)
3. Au fond du trou (Sandhogs)
4. Baby Blues (Baby Blues)
5. Sauver Sammy (Saving Sammy)
6. Scarlet Rose (Static)
7. La Clé (The Key)
8. Un conte de fées (Fireflies)
9. Lune de miel (Lonely Hearts)
10. Partenaires (Forever Blue)
11. Cowboys solitaires (The Red and the Blue)
12. Fight Club (Knuckle Up)
13. Noir total (Blackout)
14. Coup double (8:03 AM)
15. Nos années hippies (Blood on the Tracks)
16. Un rayon de soleil (The Goodbye Room)
17. Talents fraternels (Shuffle, Ball Change)
18. Billet de l'espoir (A Dollar, a Dream)
19. Voleur d'enfance (The Offender)
20. Électron libre (Stand Up and Holler)
21. Suffragettes (Torn)
22. Trafic inhumain (Cargo)
23. La Bonne mort (The Good Death)
24. À jamais Roméo (Stalker)

## Cinquième saison (2007-2008)
1. Le Mal triomphe (Thrill Kill)
2. Cœurs patients (That Woman)
3. Le Monde extérieur (Running Around)
4. La Musique du Diable (Devil Music)
5. Complices (Thick As Thieves)
6. Le Dessous des cartes (Wunderkind)
7. La Fin du monde (World's End)
8. Dans la fosse (It Takes A Village)
9. Garçon manqué (Boy Crazy)
10. Justice (Justice)
11. Famille 8108 (Family 8108)
12. La Ballade de John Henry (Sabotage)
13. Spider (Spiders)
14. Le Monde du silence (Andy in C Minor)
15. Sur la route (The Road)
16. Mauvaise réputation (Bad Reputation)
17. À la folie (Slipping)
18. Berceau de cendres (Ghost of My Child)

## Sixième saison (2008-2009)
1. Pour l'équipe (Glory Days)
2. Histoire de prof (True Calling)
3. Les Écoles de la liberté (Wednesday's Women)
4. Roller Girl (Roller Girl)
5. Nuit sans escale (Shore Leave)
6. La Mort en prime (The Dealer)
7. Les Rocket Boys (One Small Step)
8. De l'or dans la voix (Triple Threat)
9. Dernière pose (Pin Up Girl)
10. Scrutin à vendre (Street Money)
11. Le Plus beau métier du monde (Wings)
12. Mauvaise fortune (Lotto Fever)
13. Flash Info (Breaking News)
14. Derrière la façade (The Brush Man)
15. Protection trop rapprochée (Witness Protection)
16. Entre chacals (Jackals)
17. Un officier à terre (Officer Down)
18. Confusion mentale (Mind Games)
19. Libertyville (Libertyville)
20. Promesse de sable (Stealing Home)
21. Un arnaqueur au tapis (November 22nd)
22. Bleus, pairs et passe (The Long Blue Line)
23. Au fond des choses (Into the Blue)

## Septième saison (2009-2010)
1. La Comtesse (The Crossing)
2. Super Skater (Hood Rats)
3. Jurisprudence (Jurisprudence)
4. Philly Soul (Soul)
5. WASP (WASP)
6. On achève bien les jockeys (Dead Heat)
7. Entre les lignes (Read Between the Lines)
8. Chinatown (Chinatown)
9. Les Mots qui fâchent (Forensics)
10. Du sang sur la glace (Iced)
11. Un bon soldat (The Good Soldier)
12. Requiem pour un privé (The Runaway Bunny)
13. Le Roi des tagueurs (Bombers)
14. Métamorphose (Metamorphosis)
15. Deux mariages (Two Weddings)
16. Catch Hardcore (One Fall)
17. Enquête hors cadre (Flashover)
18. Dans la ligne de mire, partie 1 (Last Drive In)
19. La Mort en héritage, partie 2 (Bullet)
20. Amour libre (Free Love)
21. À deux doigts du paradis (Almost Paradise)
22. Comme deux sœurs (Shattered)